# Rue des Trois-Canettes
Rue des Trois-Canettes, tidigare benämnd Rue des Canettes, var en gata på Île de la Cité i Quartier de la Cité i Paris. Gatan var uppkallad efter tre bostadshus – les grandes et petite Canettes. Rue des Trois-Canettes började vid Rue Saint-Christophe och slutade vid Rue de la Licorne. 
Rue des Trois-Canettes var belägen i det tidigare 9:e arrondissementet, vilket existerade från 1795 till 1860.
Gatan revs i november och december 1865 för att ge plats åt det nya Hôtel-Dieu.

## Bilder
| - Rue des Trois-Canettes på en karta från år 1737 (i bildens nedre vänstra hörn). - Rue des Trois-Canettes på en karta från 1800-talet (i bildens övre del). |

## Omgivningar
- Sainte-Marie-Madeleine-en-la-Cité
- Saint-Christophe
- Saint-Germain-le-Vieux
- Notre-Dame
- Sainte-Chapelle
- Rue Saint-Christophe
- Rue de la Licorne
- Rue de Perpignan
- Rue Cocatrix